# NGC 740
NGC 740 é uma galáxia espiral barrada (SBb) localizada na direcção da constelação de Triangulum. Possui uma declinação de +33° 00' 56" e uma ascensão recta de 1 horas, 56 minutos e 55,0 segundos.
A galáxia NGC 740 foi descoberta em 11 de Outubro de 1850 por William Parsons.